# Lasiococca brevipes
Lasiococca brevipes är en törelväxtart som först beskrevs av Elmer Drew Merrill, och fick sitt nu gällande namn av P.C.van Welzen och S.E.C.Sierra. Lasiococca brevipes ingår i släktet Lasiococca och familjen törelväxter. IUCN kategoriserar arten globalt som sårbar. Inga underarter finns listade i Catalogue of Life.